# Albrecht-Dürer-Gymnasium Hagen
Das Albrecht-Dürer-Gymnasium Hagen ist ein städtisches Gymnasium der Stadt Hagen in Nordrhein-Westfalen. Das Gymnasium besteht seit 1915 und wird von ca. 500 Schülern besucht.

## Schule
Die Schule ist gegliedert in die Erprobungsstufe (Klasse 5 und 6), die Mittelstufe (Klasse 7–9) und die Oberstufe. Die Erprobungsstufe und die Mittelstufe bilden die Sekundarstufe I (Klasse 5–9), die Oberstufe bildet die Sekundarstufe II und besteht aus den drei Jahrgangsstufen EF (Einführungsphase), Q1 (Qualifikationsphase 1) und Q2 (Qualifikationsphase 2).
In der Sekundarstufe I wird in den Jahrgangsstufen 5–9 in 2 Klassen unterrichtet. Eine Klasse besteht aus durchschnittlich 31 Schülern. Im Unterschied zu den meisten anderen Gymnasien haben die  Schüler schon ab Klasse 5 eine Wahl im Bereich Fremdsprachen. Sie können entweder die Klasse 5 mit Englisch als einziger Fremdsprache durchlaufen und dann ab Klasse 6 Latein oder Französisch als zweite Fremdsprache belegen. Alternativ können sie auch ab Klasse 5 Englisch und Latein parallel erlernen.  Am Ende der Jahrgangsstufe 7 wird das Wahlpflichtfach II gewählt. Angeboten werden hier Geschichte-Erdkunde, Informatik-Naturwissenschaften (eine Kombination aus den Fächern Informatik, Biologie, Chemie und Physik) und, sofern noch nicht gewählt, Französisch. In der Sekundarstufe II kann nach der Einführungsphase der Sekundarabschluss I (Mittlere Reife)  erworben werden. Mit einer glatt ausreichenden Leistung im Fach Latein erhält man nach der Einführungsphase das Latinum. Danach beginnt die Qualifikationsphase (2 Jahre). Ab der Qualifikationsphase 1 wird der Unterricht in Leistungskursen (fünfstündig) und Grundkursen (dreistündig) besucht. Die Halbjahresnoten werden in Punkte (Punkteskala von 0 bis 15) umgerechnet und zählen für das Abitur. Nach dem  Abschluss der Qualifikationsphase 2 (Q2) hat man mit dem Abitur die Allgemeine Hochschulreife erworben. Daneben kann auch der schulische Teil der Fachhochschulreife bei bestimmten Voraussetzungen verliehen werden.
Das Albrecht-Dürer-Gymnasium kooperiert in der Oberstufe mit dem Theodor-Heuss-Gymnasium in Hagen.

## Gebäude, Gelände und Umgebung

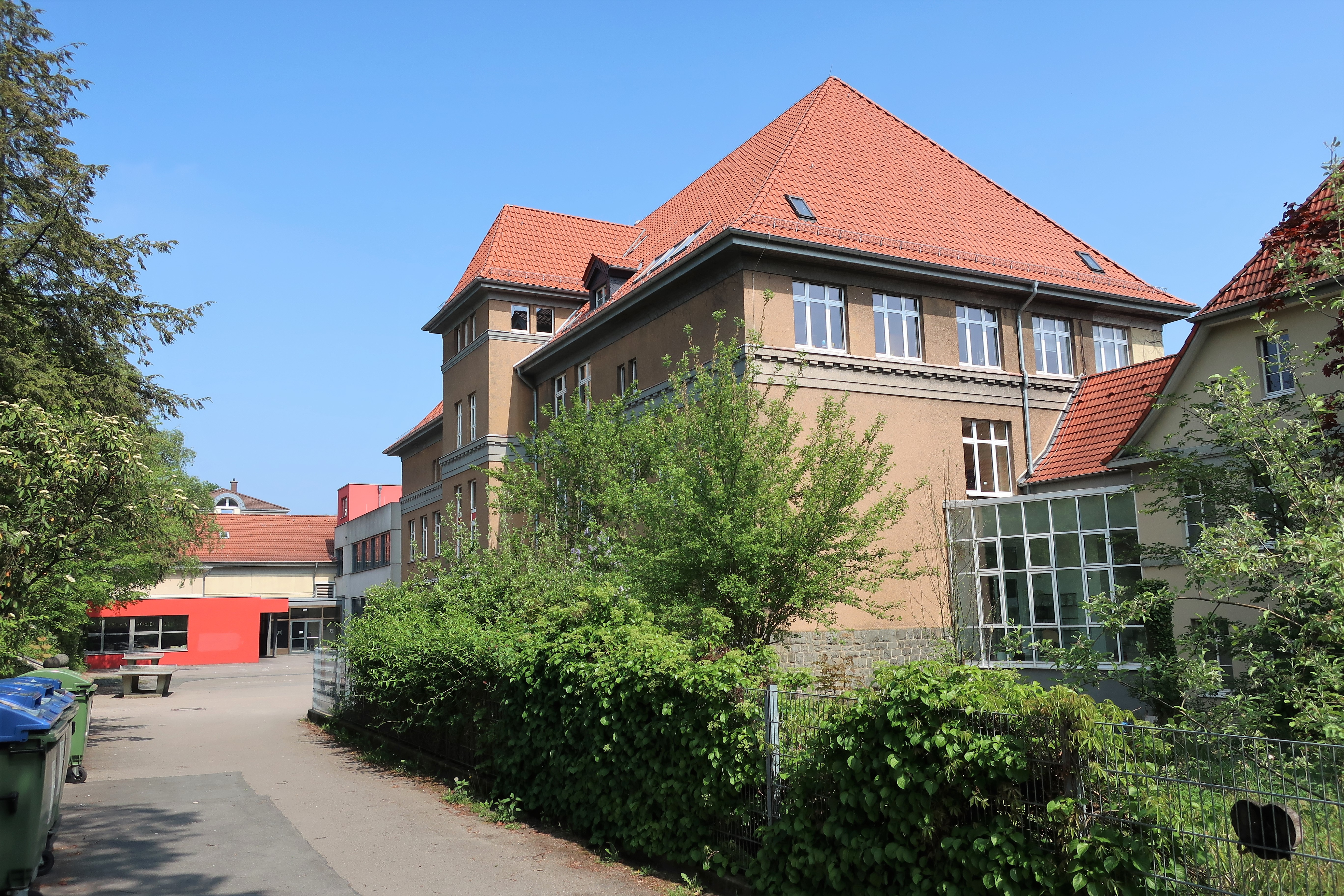
Albrecht-Dürer-Gymnasium Westseite zum Schulhof

Das Schulgebäude bestand ursprünglich aus drei Teilen, dem eigentlichen Schulgebäude mit den Klassenräumen, einer Turnhalle und einem Wohngebäude für Lehrer oder Schulleitung.
In den 1960er Jahren erhielt die Schule eine neue Turnhalle und die ehemalige wurde zu einer Aula umgebaut.
Mitte der 1970er Jahre gingen in Nordrhein-Westfalen alle staatlichen Schulen in die Trägerschaft der Kommunen, in diesem Fall also der Stadt Hagen, über. Im Rahmen dieses Trägerwechsels wurde ein Anbau mit zusätzlichen Klassen- und Fachräumen erstellt. Dieser Gebäudeteil wurde im Sommer 1979 in Betrieb genommen.
Um die Jahrtausendwende wurde das ehemalige Wohngebäude umgebaut und beherbergt nun die Verwaltung und das Lehrerzimmer. Im Rahmen dieser Umbaumaßnahme wurde auch ein Schulgarten errichtet.
Die letzte bauliche Maßnahme war die Errichtung einer Mensa für die Ausgabe eines warmen Mittagessens und einer Betreuung über die Unterrichtszeit hinaus (Wahlangebot).

## Kunst in der Schule

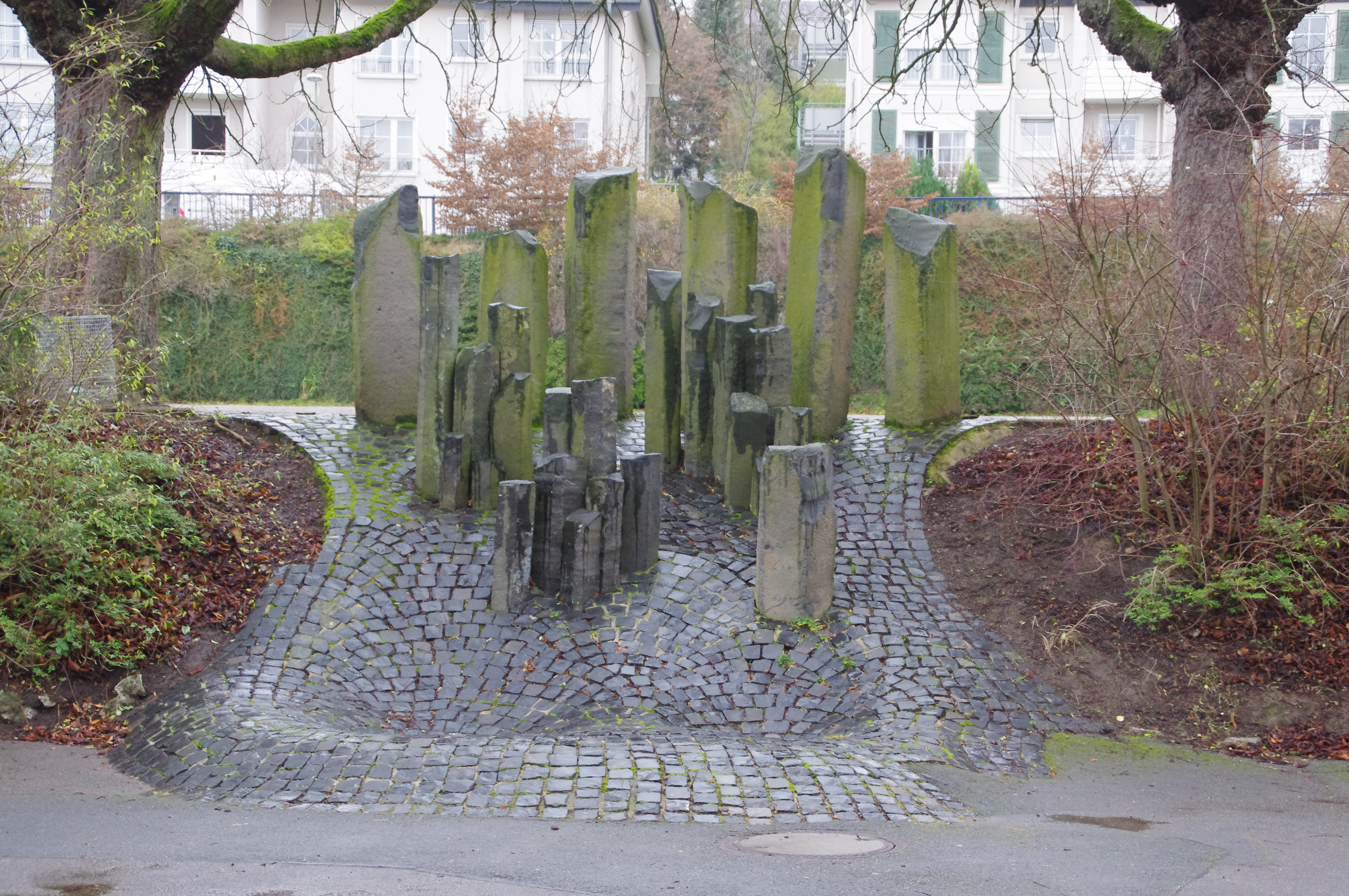
Hegemann-Brunnen auf dem Schulhof

Innerhalb und außerhalb der Schule befinden sich Kunstwerke, teils Originale, teils Reproduktionen. Auf dem Schulhof befindet sich eine Brunnenanlage von Erwin Hegemann. In der Aula hängt eine Bronzeplastik von Erwin Hegemann, die anlässlich des 75-jährigen Bestehens der Schule erstellt wurde.
Von Otto Bußmann stammt eine Holzplastik im Treppenhaus zwischen Erdgeschoss und 1. Obergeschoss mit dem Titel Knabe mit Eidechse sowie ein Relief an der  Außenfassade der Aula (ehemals Turnhalle).
Ein weiteres Relief ziert die Giebelseite des Verwaltungstraktes (ehemaliges Wohngebäude) und zeigt einen menschlichen Kopf, der von einem Greifvogel und einer Eule flankiert wird. Im Musikraum befinden sich Gipsreplikate von Teilen der Sängerkanzel aus dem Dom von Florenz von Luca della Robbia.
In den Fluren befinden sich Rahmen und Vitrinen mit aktuellen Werken der Schüler aus dem Kunstunterricht.

## Ehemalige Schüler
- Jürgen von Manger (1923–1994), Schauspieler, literarischer Kabarettist und Komiker
- Udo Kollatz (1931–2022), Verwaltungsjurist
- Ekhart Wycik (* 1967), Dirigent
- Sabin Tambrea (* 1984), Schauspieler
- Katrin Helling-Plahr (* 1986), Politikerin (FDP)

## Lehrer
- Wolfram Steinbeck (1905–1988), Philosoph und Nationalsozialist
- Meike Holtkamp (* 1988), deutsche Leichtathletin